# Frank Brown (ski alpin)
Pour les articles homonymes, voir Frank Brown et Brown.
Frank Brown, né le 16 avril 1937 à Boise en Idaho et mort le 4 juin 2016 à McCall en Idaho), est un skieur alpin américain.
Il participe à l'épreuve de slalom masculine lors des Jeux olympiques d'hiver de 1960 de Squaw Valley en Californie.